# IC 4573
IC 4573 је спирална галаксија у сазвјежђу Змија која се налази на листи објеката дубоког неба у Индекс каталогу.
Деклинација објекта је + 23° 48' 1" а ректасцензија 15h 42m 12,2s. Привидна величина (магнитуда) објекта IC 4573 износи 14,7 а фотографска магнитуда 15,5. IC 4573 је још познат и под ознакама CGCG 136-57, PGC 55825.